# Convolvulus pseudoscammonia
Convolvulus pseudoscammonia är en vindeväxtart som beskrevs av C. Koch. Convolvulus pseudoscammonia ingår i släktet vindor, och familjen vindeväxter. Inga underarter finns listade i Catalogue of Life.